# Dietzhof
Dietzhof ist ein Gemeindeteil der Gemeinde Leutenbach im Landkreis Forchheim (Oberfranken, Bayern).

## Geografie

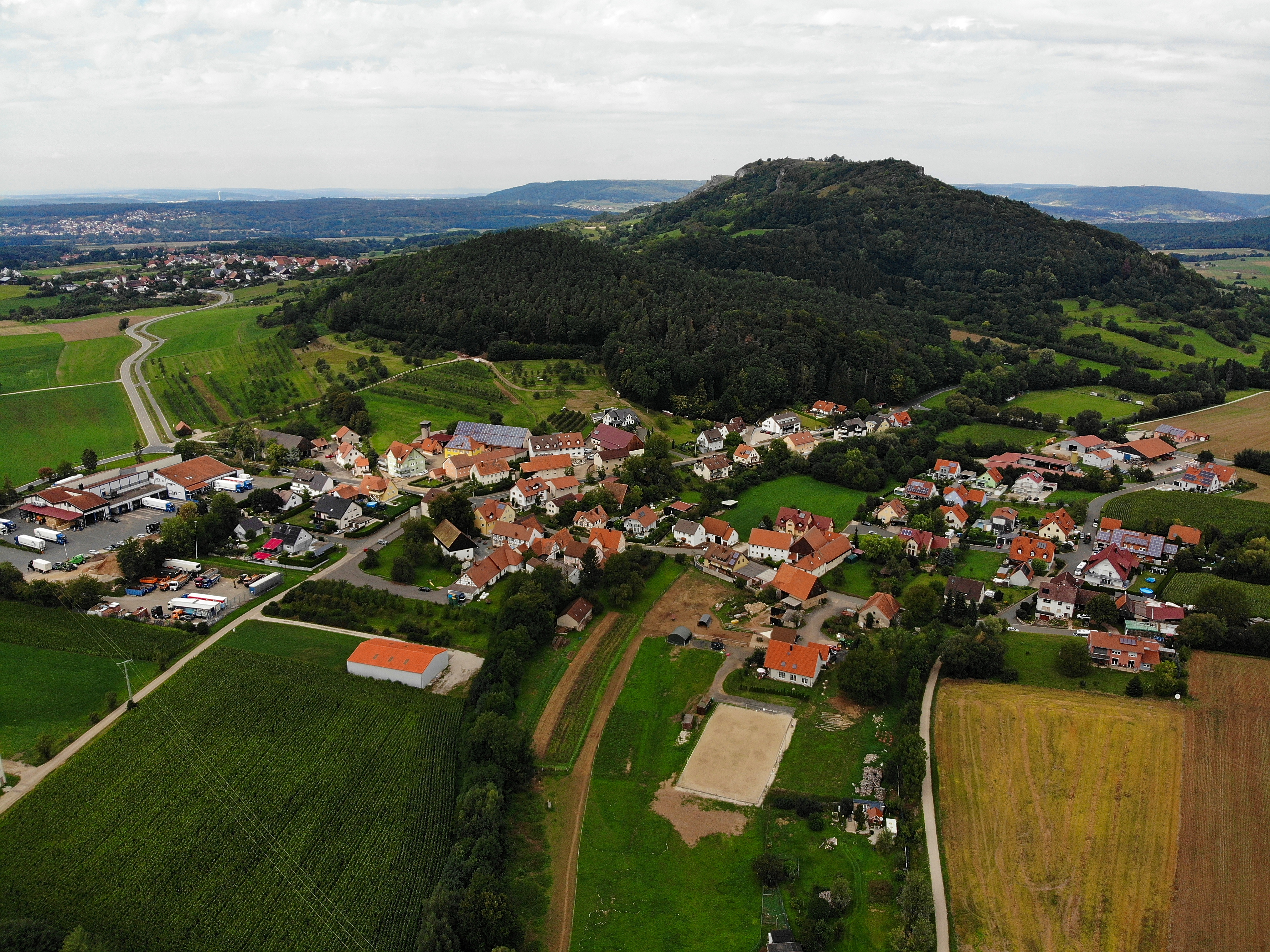
Dietzhof mit Walberla im Hintergrund Luftaufnahme (2020)

Das im Nordosten des Erlanger Albvorlandes gelegene Dorf befindet sich etwas mehr als einen Kilometer südsüdwestlich des Ortszentrums von Leutenbach und liegt auf einer Höhe von 341 m ü. NHN. Die Ortschaft liegt am südöstlichen Fuß des 422 Meter hohen Eichelberges, einem südlichen Vorberg des Walberla.

## Geschichte
Bis zum Beginn des 19. Jahrhunderts unterstand Dietzhof der Herrschaft reichsunmittelbarer Adeliger, die sich in dem zum Fränkischen Ritterkreis gehörenden Ritterkanton Gebürg organisiert hatten. Der Ort bildete einen Teil des Rittergutes Kunreuth und befand sich damit im Besitz des Gemeingeschlechts der Freiherrn von Egloffstein. Diese übten die Dorf- und Gemeindeherrschaft aus. Die Hochgerichtsbarkeit nahm das zum Hochstift Bamberg gehörenden Amt Forchheim in seiner Funktion als Centamt wahr. Als die reichsritterschaftlichen Territorien im Bereich der Fränkischen Schweiz 1805 mediatisiert wurden, wurde das Dorf unter Bruch der Reichsverfassung vom Kurfürstentum Pfalz-Baiern annektiert. Mit dieser Übernahme wurde auch Dietzhof ein Bestandteil der während der „napoleonischen Flurbereinigung“ in Besitz genommenen neubayerischen Gebiete, was erst im Juli 1806 mit der Rheinischen Bundesakte nachträglich legalisiert wurde.
Durch die zu Beginn des 19. Jahrhunderts im Königreich Bayern durchgeführten Verwaltungsreformen wurde Dietzhof mit dem Zweiten Gemeindeedikt 1818 ein Gemeindeteil der Ruralgemeinde Leutenbach, mit der auch die Kirche St. Moritz verbunden war.

## Verkehr
Die von Leutenbach kommende Staatsstraße 2242 durchquert den Ort und führt weiter nach Mittelehrenbach. Am westlichen Ortsende zweigt von dieser die Kreisstraße FO 14 in Richtung Schlaifhausen ab. Der ÖPNV bedient das Dorf an einer Bushaltestelle der Buslinie 223 des VGN in Richtung Forchheim und in die Gegenrichtung nach Igensdorf. Der nächstgelegene Bahnhof befindet sich in Wiesenthau an der Wiesenttalbahn.

## Baudenkmäler

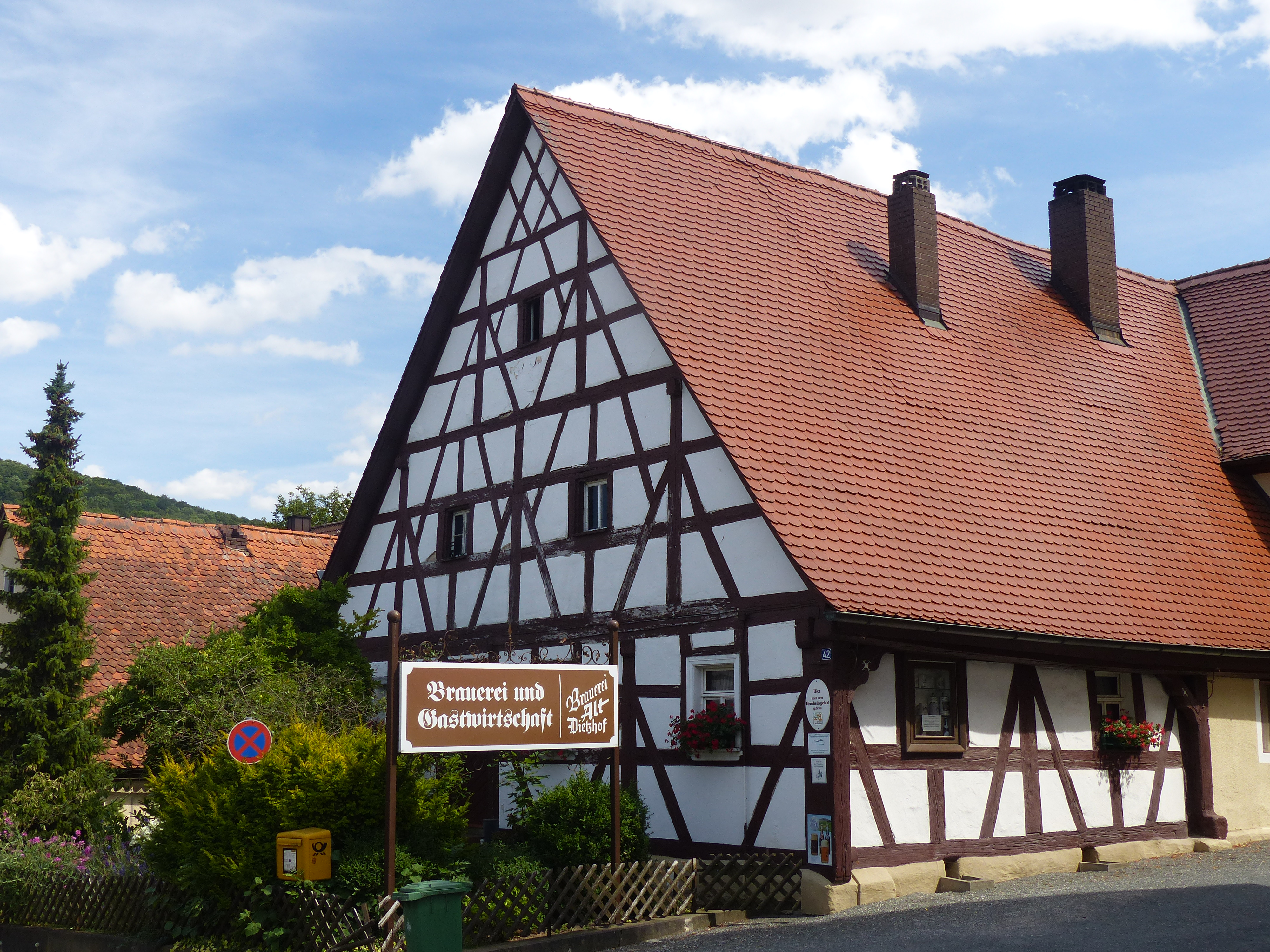
Aus dem 18. Jh. stammendes Gasthaus in Fachwerkbauweise

In und um Dietzhof gibt es sieben denkmalgeschützte Objekte, darunter ein aus dem 18. Jahrhundert stammendes Gasthaus in Fachwerkbauweise und eine Feldkapelle, die etwa einen halben Kilometer südwestlich des Dorfes steht.